# Ceux qui restent
Ceux qui restent, doblada en castellano con el título de Los que se quedan, es una película francesa dirigida por Anne Le Ny estrenada el 29 de agosto de 2007.

## Sinopsis
Bertrand Liévain es profesor de alemán y vive con la hija de su mujer, Valentine, de 16 años, quien se lleva mal con su padrastro. Lorraine Grégeois es grafista y conoce desde hace un año a su compañero, con quien vive desde algunos meses atrás. En un hospital de la región parisina, Bertrand visita cada día a su mujer, que desde hace cinco años sufre de cáncer de seno. Allí conoce a Lorraine, cuyo compañero padece a su vez un cáncer de colon y quien pronto le propone llevarla en su auto para evitarle el largo trayecto en autobús. Entre ellos surgirá una amistad circunstancial que durante la cinta evolucionará hacia una relación más compleja. 

## Reparto
- Vincent Lindon: Bertrand Liévain.
- Emmanuelle Devos: Lorraine Grégeois.
- Yeelem Jappain: Valentin.
- Anne Le Ny: Nathalie.
- Grégoire Oestermann: Jean-Paul.